# Julie Mihes

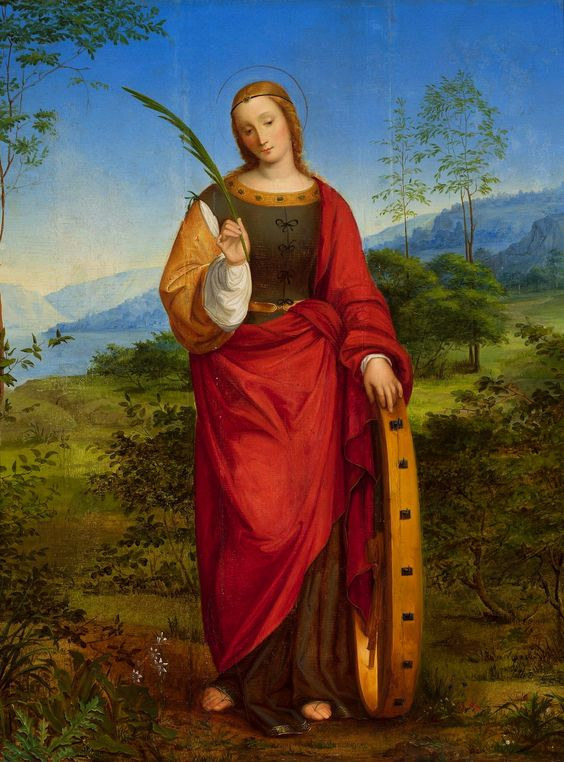
Heilige Katharina von Alexandrien, erstes Viertel des 19. Jahrhunderts, Öl auf Holz, 58 × 44 cm, Nationalmuseum Warschau (M.Ob.474)

Julie Mihes, ab 1822 Julie Primisser, ab 1828 Ordensname Marie de Chantal OVM (* 13. Juli 1786 in Breslau; † 16. Jänner 1855 in Wien), war eine österreichische Malerin und Ordensfrau.

## Leben
Mihes war die Tochter des preußischen Bergamtskanzleidirektors Melchior Mihes. Sie wurde von ihrem Vater philosophisch, religiös und historisch gebildet. Zudem zeigte sie ein Talent in der bildenden Kunst, wobei sie unter anderem von Sebastian Weygandt in der Ölmalerei ausgebildet wurde. Ihre weitere künstlerische Bildung erfolgte autodidaktisch. 1816 und 1818 betrieb sie dazu Studien in der Königlichen Gemäldegalerie in Dresden.
Mihes übersiedelte nach dem Tod ihrer Mutter 1820 nach Wien. Dort lernte sie den zehn Jahre jüngeren Alois Primisser aus der Familie Primisser kennen, den sie am 2. September 1822 in Weinhaus bei Wien heiratete. Zuvor trat sie am 17. Jänner 1821 im Beisein ihres künftigen Ehemanns und Friedrich von Schlegels vor Zacharias Werner zum römisch-katholischen Glauben über. Ihr Ehemann verstarb allerdings bereits nach wenigen Ehejahren, die kinderlos geblieben waren. Sie nahmen sich daher in diesen Jahren einer Waise an.
Mihes litt schwer unter dem Verlust ihres Mannes. Zusammen mit ihrer Schwester Sophie trat sie am 1. November 1827 in das Kloster des Ordens von Mariä Heimsuchung am Rennweg in Wien ein. Beide wurden am 20. April 1828 eingekleidet und Julie mit dem Ordensnamen Marie de Chantal und Sophie mit dem Ordensnamen Luise Franziska versehen. Marie de Chantal unterrichtete zunächst im Mädchenpensionat des Klosters, erhielt dessen Oberleitung und wurde dann Novizenmeisterin im Kloster. 1843 wurde sie zur Oberin des Klosters gewählt. Das Amt hatte sie bis 1849 inne.

## Werke (Auswahl)
- Die Himmelfahrt Mariä, 1819.
- Die heilige Mutter mit dem Jesukinde, 1830.
- Das Herz Jesubild, 1839.
- Drei Bilder heiliger Engel, 1846.
- Der Kreuztragende Heiland, 1851.
- Das hochwürdigste Gut, 1853.
- Die H. Jungfrau, 1854 für die Kirche der Schulschwestern in Horazdiowitz in Böhmen.